# 2005년 12월
| 2005년: 1월 · 2월 · 3월 · 4월 · 5월 · 6월 · 7월 · 8월 · 9월 · 10월 · 11월 · 12월 |

| <          | 2005년 12월 | 2005년 12월 | 2005년 12월 | 2005년 12월  | 2005년 12월 | >            |
| 일         | 월          | 화          | 수          | 목           | 금          | 토           |
|            |             |             |             | 1 10.30 기미 | 2 11.1 경신 | 3 2 신유     |
| 4 3 임술   | 5 4 계해    | 6 5 갑자    | 7 6 을축    | 8 7 병인     | 9 8 정묘    | 10 9 무진    |
| 11 10 기사 | 12 11 경오  | 13 12 신미  | 14 13 임신  | 15 14 계유   | 16 15 갑술  | 17 16 을해   |
| 18 17 병자 | 19 18 정축  | 20 19 무인  | 21 20 기묘  | 22 21 경진   | 23 22 신사  | 24 23 임오   |
| 25 24 계미 | 26 25 갑신  | 27 26 을유  | 28 27 병술  | 29 28 정해   | 30 29 무자  | 31 12.1 기축 |

| 편집하기 |

## 2005년12월 29일
- 서울대학교 조사위원회는 황우석교수팀이 냉동 보관한 뒤 해동(解凍)했다는 5개의 줄기세포 DNA와 핵을 제공한 환자체세포의 DNA를 조사한 결과, 모두 일치하지 않는다는 조사 결과를 발표했다.

## 2005년12월 27일
- 서울중앙지검 금융조사부는 노태우 전 대통령의 비자금 추적과 관련, 부인 김옥숙씨 명의 은행계좌에 들어있는 5억2천만원 중 1억원이 1997년에 현금으로 입금된 사실을 확인했다고 밝혔다.
- 서울중앙지법은 인민혁명당 재건위원회(인혁당 사건)의 재심을 개시하기로 결정함으로써 30년 만에 법정에서 진상이 재조명될 예정이다.
- 노무현 대통령은 경찰의 시위 진압과정에서 사망한 전용철,홍덕표 씨의 사망사건과 관련하여 "국민 여러분께 머리 숙여 사죄 드린다"며 대국민 사과문을 발표했다.

## 2005년12월 26일
- 동국대학교는 홍기삼 총장과 보직 교수단이 참석한 정책회의를 열어 국가보안법 위반 혐의로 기소된 사회학과 강정구 교수를 직위해제키로 결정했고 이사회의 최종 결정을 남겨 두었다.
- 7개의 주요 사립대학(고려대,서강대,성균관대,연세대,이화여대,중앙대,한양대)은 공동 기자회견을 갖고 공교육 정상화를 위하여, 현재 고등학교 1학년생이 응시하는 2008학년도부터 수시 1학기 모집을 폐지하기로 했다고 밝혔다.
- 국가인권위원회는 헌법 18조 "양심의 자유"와 19조 "시민적, 정치적 권리"의 침해를 이유로 양심적 병역거부를 인정하고 대체복무제를 도입할 것을 국회의장과 국방부 장관에게 권고했다.

## 2005년12월 25일
- 리비아 대법원은 에이즈 전염 바이러스 HIV에 오염된 혈액을 어린이들에게 수혈한 혐의로 기소된 불가리아 의사와 간호사들에게 사형을 선고했던 원심을 파기하고 하급 법원으로 되돌려 보냈다. (BBC)

- 광주지역 시민단체들은 한국도로공사가 지난 21일 호남지역 폭설 때 경찰의 고속도로 통제 의견을 묵살하고 안이하게 늑장대처해 차량 고립사태를 낳았다며 소송을 제기하기로 했다.

## 2005년12월 23일

새로 발견된 천왕성의 위성, 큐피드

- 알렉스 질레이디 이스라엘 출신 IOC위원은 7월 6일 싱가포르 IOC 총회 때에 2012년 하계 올림픽이 한 IOC위원의 버튼 조작실수로 런던으로 선정됐다는 주장을 제기했다.

- 황우석 교수의 줄기세포 연구를 검증하고 있는 서울대 조사위원회는 2005년 사이언스 논문이 고의로 조작됐다는 중간 조사 결과를 발표했다.

- 천문학자들이 허블 우주망원경을 사용하여 천왕성 주위에서 새로운 위성을 발견했다. (CNN)

## 2005년12월 22일
- 중국 쓰촨성의 둥자산 고속도로 터널 공사현장에서 폭발사고가 발생하여 42명이 사망했다고 중국 언론이 보도했다.

## 2005년12월 21일
- 민언련의 신문모니터위원회는 대한민국 주요 일간지를 중심으로 1년여 동안 모니터한 결과를 분석해 2005년 올해의 나쁜 보도 10선을 선정 발표했다.

## 2005년12월 19일
- 볼리비아 대통령 선거에서 철저한 반미주의자로 알려져 있는, 아이마라족 원주민 출신의 사회주의운동당 에보 모랄레스 후보가 당선되었다.

## 2005년12월 18일
- 보노와 빌 게이츠부부가 시사주간지 타임의 2005년 올해의 인물로 선정되었다.

## 2005년12월 17일
- 세계무역기구의 WTO 2005년 세계각료회의에 맞추어 반세계화 시위를 벌이던 농민과 경찰사이에 폭력 사태가 발생하여 74명이 부상당하고 대한민국의 원정시위대 900여명이 연행되었다.

## 2005년12월 16일
- 황우석 교수는 오후2시 기자회견에서 "분명히 맞춤형 줄기세포를 만들었으며 그 원천기술을 보유하고 있다"고 밝히고“관리 소홀과 몇가지 실수 때문에 현재의 사태에 이르렀다"며 노성일 미즈메디병원 이사장이 허위라고 주장한 이유를 모르겠다고 말했다.
- 노성일 미즈메디병원 이사장은 오후 3시 기자회견을 통해, 황 교수와 강성근 교수가 김선종 연구원에게 시켜 논문을 조작했다고 주장했다. 그리고 "연구원들이 줄기세포인 줄 알고 매일 물을 주고 배양을 했지만 어떻게 줄기세포인지 알 수 있겠냐"며 줄기세포의 존재 여부에 대해서도 의심을 표명했다.

## 2005년12월 15일
- 문화방송은 오후 10시 전격적으로 황우석 교수팀의 배아줄기세포 진위 논란과 관련한 후속 보도를 통해 황우석 교수팀이 줄기세포를 부풀렸다는 연구원 인터뷰와 노성일 미즈메디병원 이사장의 "맞춤형 줄기세포는 존재하지 않는다"라는 내용의 인터뷰를 방송했다.

## 2005년12월 11일
- 대한항공 조종사 노조의 파업에 대해 정부가 긴급조정권을 발동했다.

## 2005년12월 10일
- 독일 라이프치히에서 독일월드컵 예선 조 추첨식이 열렸다. 대한민국은 스위스, 프랑스, 토고와 함께 G조에 편성되었다.

## 2005년12월 9일
- 국회는 본회의를 열어 개방형 이사제 도입을 골자로 한 사립학교법 개정안을 한나라당의 반발과 몸싸움 속에서 통과시켰다.

## 2005년12월 8일
- 대한항공 조종사 노조가 파업에 돌입했다.

## 2005년12월 7일

적십자의 새 표장인 적수정 기

- 적수정(Red Crystal, 그림)이 국제적십자의 새 표장으로 채택되었다.
- 한국의 공정거래위원회는 마이크로소프트 윈도우의 인스턴트 메신저, 미디어 플레이어 끼워팔기에 대해 110억원의 과징금을 부과했다. 또한 개인 사용자용 운영체제(윈도우 XP)에 포함된 윈도 미디어 플레이어와 윈도 메신저(인스턴트 메신저)를 분리하거나 경쟁사 제품(혹은 경쟁사 제품을 설치할 수 있는 인터넷 바로가기)을 포함하고 서버용 운영체제(윈도 서버 2003)에 포함된 윈도 미디어 서비스를 빼도록 시정명령을 내렸다.

## 2005년12월 4일
- 문화방송은 PD수첩 프로그램의 취재 윤리 위반에 대해 공개 사과했다. PD수첩 제작진은 황우석 교수 연구팀의 배아줄기세포 연구에 대한 의혹을 제기하는 프로그램을 제작하면서 인터뷰 대상자들에게 취재 내용을 숨기고, 거짓 정보로 인터뷰 대상자를 협박하고, 몰래 카메라를 이용해 배아줄기세포 연구가 거짓이라는 내용의 인터뷰를 유도한 것으로 밝혀졌다.

## 2005년12월 1일
- 종합주가지수(KOSPI)가 사상 최초로 1300포인트(종가 기준)를 돌파했다.
- 한국방송공사의 지상파 DMB 방송 U-KBS와 문화방송의 MY MBC가 개국하였다.
- 대한민국의 현대미디어그룹에서 소속한 애니메이션 제작사인 아틀란비쥬얼을 설립하였다.